# Claire Hamill
Josephine Claire Hamill (* 4. August 1954 in Port Clarence, County Durham, England, Vereinigtes Königreich) ist eine englische Singer-Songwriterin. Neben ihrer Solokarriere arbeitete sie unter anderem mit der Band Wishbone Ash und Steve Howe von der Band Yes zusammen.

## Biografie
Claire Hamill wurde am 4. August 1954 in Port Clarence, einem kleinen Dorf im County Durham, geboren. Seit ihrem 17. Lebensjahr ist sie im Musikgeschäft aktiv. 1971 war sie eine der ersten Singer-Songwriterinnen in Großbritannien, und sie wurde mit Joni Mitchell verglichen.
1972 erschien ihr Debütalbum One House Left Standing, und sie ging mit John Martyn auf Tour. Bis 1973 tourte sie mit Procol Harum und Jethro Tull in den USA. Zurück in England nahm sie das Album October auf und absolvierte eine Tournee mit King Crimson.
1973 lernte sie Ray Davies von den Kinks kennen, der sie für sein Label Konk unter Vertrag nahm, wo ihr drittes Album Stage Door Johnnies (1974) entstand. Der Song You Take my Breath Away wurde unter anderem von dem amerikanischen Jazz-Duo Tuck & Patti (1988) und darauf basierend von Eva Cassidy (postum erschienen 2003) erfolgreich gecovert. Es folgte ihre zweite Amerikatournee, und in Großbritannien begleitete sie Gilbert O’Sullivan. 1975 kam ihr nächstes Album Abracadabra heraus.
1979 sang sie für Steve Howe von Yes auf dessen Soloalbum The Steve Howe Album den Song Look Over Your Shoulder. In den frühen 1980er Jahren arbeitete sie mit Wishbone Ash zusammen; sie sang als Gast auf deren Alben Just Testing (1980) and Number the Brave (1981) und begleitete die Band auf ihrer Tour 1981/82. Auch auf dem Wishbone-Ash-Album Bare Bones von 1999 ist sie zu hören.
1980 brachte sie die Single First Night in New York auf den Markt, die gute Kritiken erhielt. Hamill gründete die kurzlebige Band Transporter (nach der Tees Transporter Bridge), die eine Single veröffentlichte. Es folgten zwei weitere Solo-Singles, 24 Hours from Tulsa (ein Gene Pitney Cover, produziert von Richard Niles) und If You Would Only Talk To Me, ohne großen Erfolg.
1981 sang sie auf dem Album The Friends of Mr Cairo von Jon and Vangelis, 1982 auf dem Album Life on the Wire der Funk-Gruppe Morrissey–Mullen. Mitte der 1980er erfand sich Hamill als New-Age-Musikerin neu. Es erschienen ihre Soloalben Touchpaper (1984) und Voices (1985). Ihre Musik wurde in dem BBC-Multimedia-Projekt zum 900. Geburtstag des Domesday Book eingesetzt (1986). Nach dem nächsten Album Love in the Afternoon (1988) nahm sie den Kanon in D-Dur des Barock-Komponisten Johann Pachelbel sowohl in einer Instrumentalversion als auch mit Gesang und eigenem Text als Someday We Will All be Together auf. Die Instrumentalversion wurde in der TV-Serie The Art Of Landscape für ein Video mit Pinguinen benutzt.
1997 brachte Hamill das Album Summer heraus, gefolgt 2004 von The Lost & the Lovers. 2007 erschien das Kompilationsalbum The Minor Fall the Major Lift: the Best of Josephine Claire Hamill. 2009 unterstützte sie John Lees’ Barclay James Harvest auf ihrer UK-Tour. Seit 2013 ist Claire Hamill Mitglied der Yes-Tribute-Band Fragile.

## Diskografie
- 1971: One House Left Standing
- 1973: October
- 1974: Stage Door Johnnies
- 1975: Abracadabra
- 1984: Touchpaper
- 1986: Voices
- 1988: Love in the Afternoon
- 1997: Summer
- 2004: The Lost & the Lovers
- 2007: The Minor Fall the Major Lift: the Best of Josephine Claire Hamill
- 2015: When Daylight Arrives
- 2019: Over Dark Apples